# Truphia grisea
Truphia grisea är en tvåvingeart som beskrevs av Malloch 1930. Truphia grisea ingår i släktet Truphia och familjen parasitflugor. Inga underarter finns listade i Catalogue of Life.